# 나는 야한 여자가 좋다 2
"나는 야한 여자가 좋다 2"는 대한민국에서 제작된 김봉은 감독의 2014년 멜로/로맨스 영화이다. 설효주 등이 주연으로 출연하였다.

## 출연

### 주연
- 설효주
- 배건식

### 조연
- 최임경
- 강순호
- 이유성

## 기타
- 투자총괄: 알렉스 박
- 프로듀서: 김응민
- 제작상무: 이금복
- 제작실장: 이정권
- 제작부: 곽동호
- 제작부: 김태환
- 제작투자: 최광래
- 촬영부: 김철석
- 촬영부: 이상욱
- 조명: 김철희
- 조명부: 김윤택
- 조명부: 이정호
- 연출부: 김재혁
- 연출부: 이철수
- 스크립터: 김아연
- 조감독: 최창규
- 동시녹음: 안재석
- 붐오퍼레이터: 최창규
- 분장-헤어: 이희연
- 데이터맨: 임창석
- 그립팀: 배창식
- 그립팀: 이덕환